# Wandjina

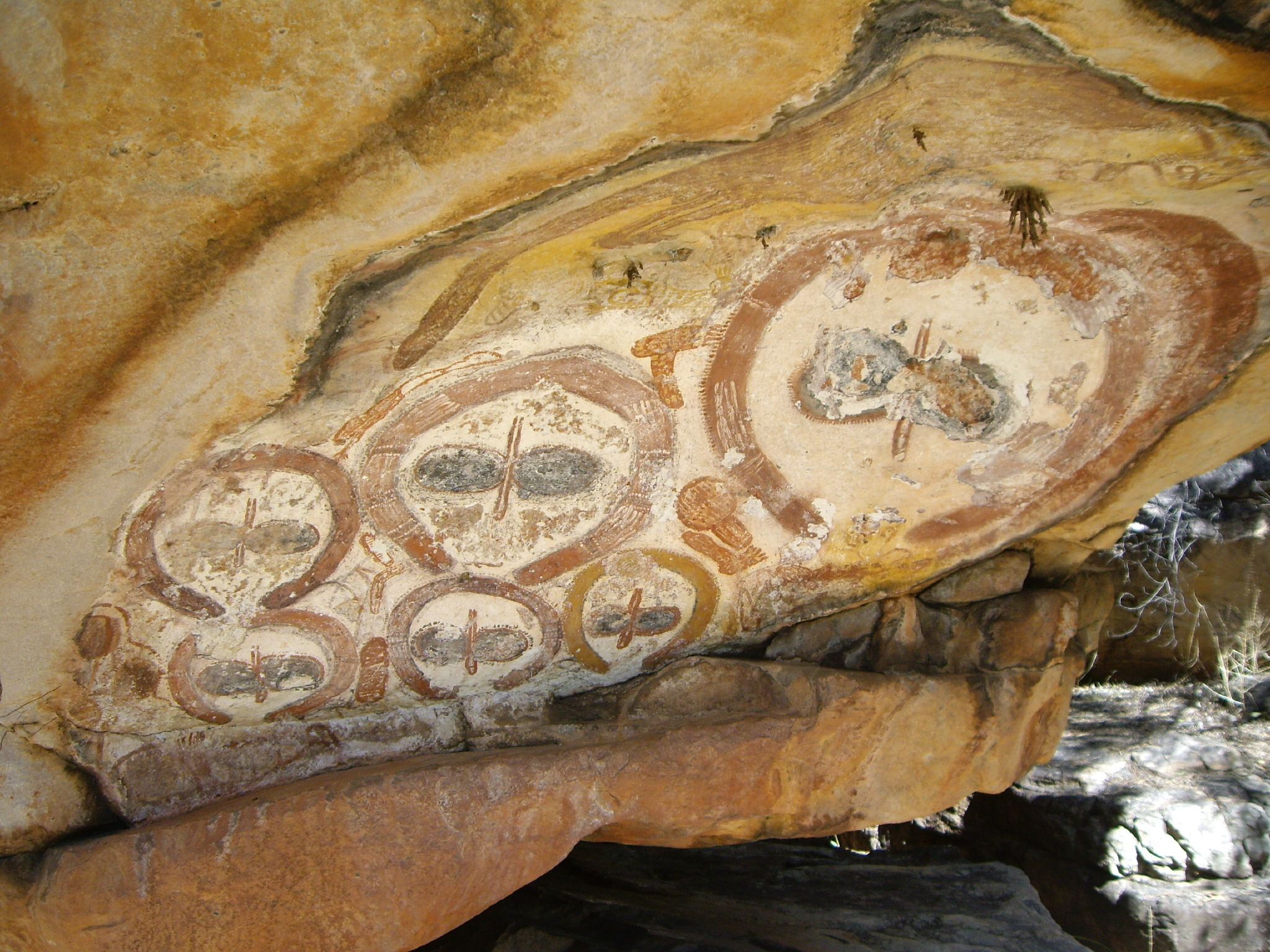
Wandjina no rio Barnett, em Mount Elizabeth Station

Os Wandjina, também escritos Wanjina e Wondjina e também conhecidos como Gulingi, são espíritos das nuvens e da chuva do bloco cultural dos Wanjina Wunggurr da mitologia aborígene australiana representados com destaque em artes rupestres no noroeste da Austrália. Algumas das obras de arte na região de Kimberley da Austrália Ocidental datam de aproximadamente 4.000 anos atrás. Outra entidade espiritual intimamente relacionada é o [ser criador Wunngurr, um ser análogo à Serpente Arco-Íris nos sistemas de crenças de outros povos aborígenes, mas com uma interpretação diferente. As histórias dos Wandjina e as obras de arte que os retratam continuam importantes para a Comunidade Mowanjum do povo aborígene e são um dos elementos culturais básicos do bloco cultural Wanjina Wunggurr] que inclui quatro povos aborígenes em Kimberley.

## Lendas do Tempo do Sonho
Algumas histórias do The Dreaming dizem que os Wandjina criaram a paisagem e seus habitantes, e continuam a ter influência sobre ambos. Quando os espíritos encontravam o local onde morreriam, pintavam suas imagens nas paredes da caverna e entravam em um poço d'água próximo. Essas pinturas eram então restauradas pelos aborígenes como um método de regeneração da força vital.
.
Os Wandjina podem punir aqueles que infringem a lei com inundações, raios e ciclones.

### Crenças Wandjina e Wunggurr
Os espíritos Wandjina e Wunggurr são elementos essenciais da vida do bloco cultural conhecido como Wanjina Wunggurr, constituído pelos Worrorra] (e vizinhos Ngardi), Povos Wunambal e Ngarinyin. As pinturas rupestres que representam Wanjina, bem como as pinturas da arte Gwion Gwion ("Bradshaw"), são evidências da cultura compartilhada. The Wunambal people in the Mitchell Plateau area refer to Wandjina as Gulingi.
Wunggurr é uma variante da crença na Serpente Arco-Íris como ser criador, enquanto os wandjina são espíritos locais, ligados a lugares e associados a clãs específicos. Embora algumas expressões locais usem os dois termos indistintamente, wungurr é uma "força vital mais difusa que anima e fundamenta as manifestações particulares de seu poder, que se expressam em todas as espécies de seres, incluindo os wandjina". Uma faceta do wungurr está personificada em uma píton-das-rochas conhecida como Wanjad..

## Arte tradicional em pedra

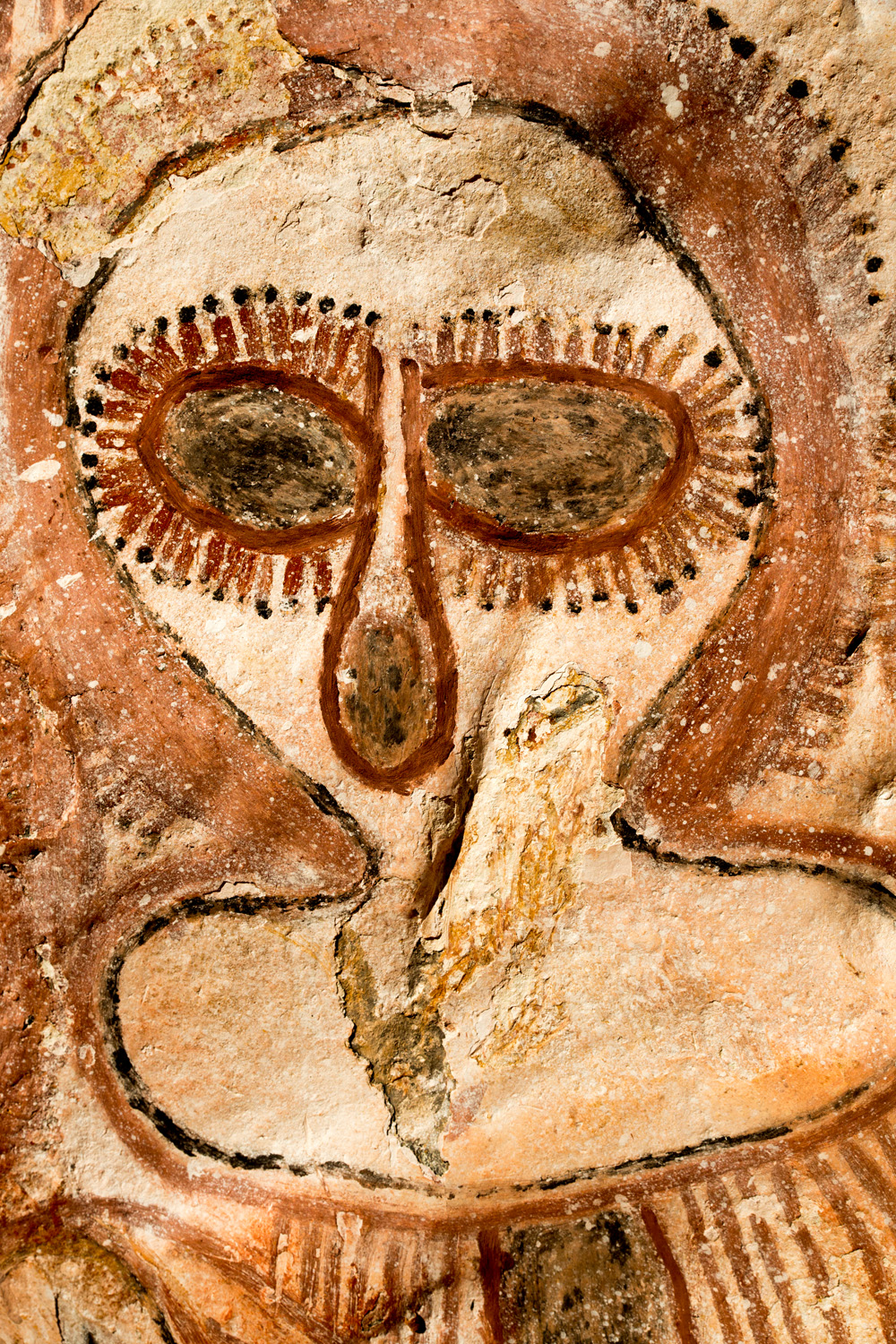
Wandjina em Mt Elizabeth Station

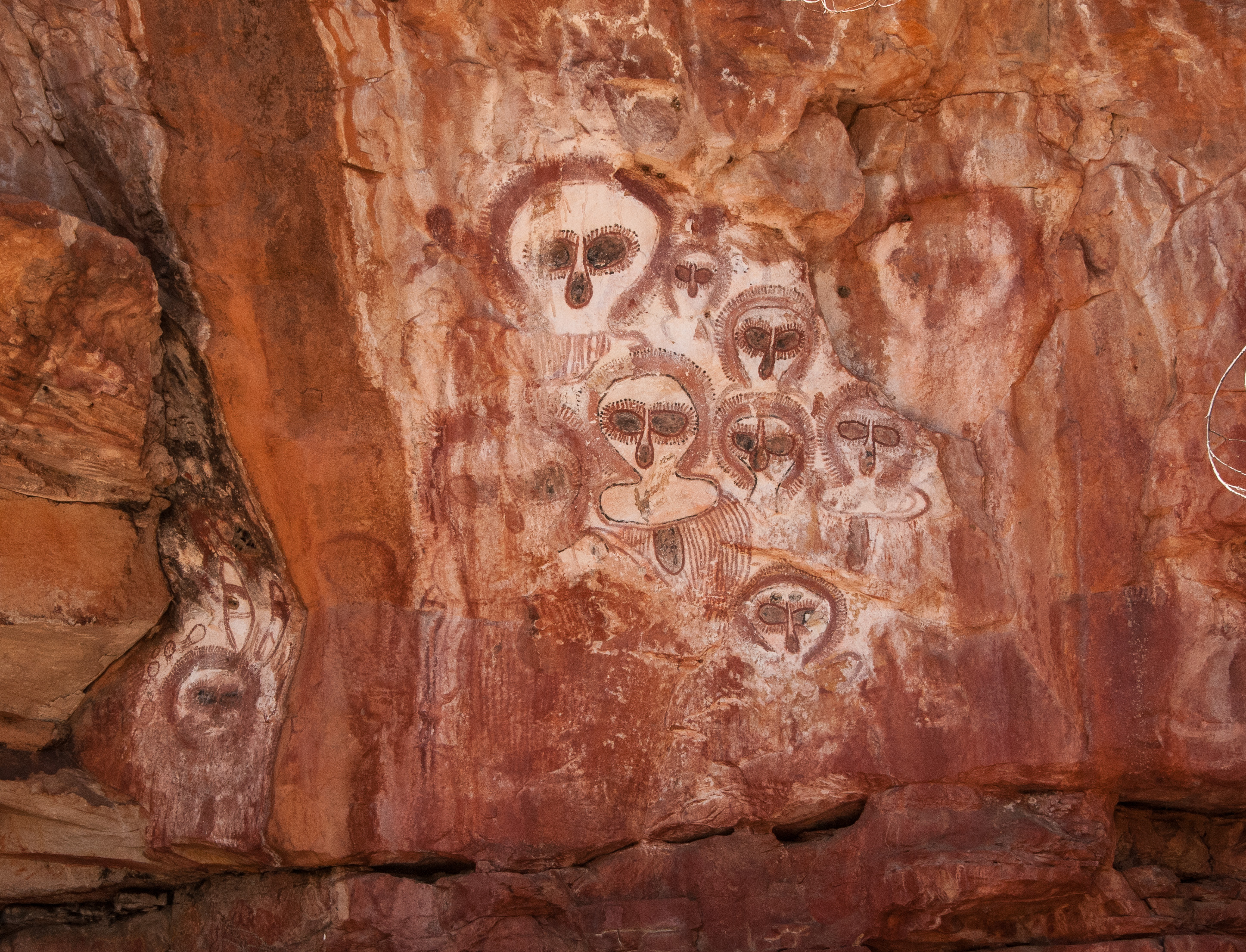
Arte em rocha Wandjina no rio Barnet

A arte rupestre de traços largos de Wandjina data de cerca de 3.800 a 4.000 anos atrás. O surgimento desse estilo artístico ocorre após o fim de uma seca milenar que deu lugar a um clima mais úmido, caracterizado por monções regulares..
As pinturas de Wandjina têm como cores comuns o preto, o vermelho e o amarelo sobre fundo branco. Os espíritos são representados sozinhos ou em grupos, vertical ou horizontalmente, dependendo das dimensões da rocha, e às vezes são representados com figuras e objetos como a Serpente Arco-Íris ou inhame. A composição comum é com corpos e cabeças grandes, que podem mostrar olhos e nariz, mas normalmente sem boca. Duas explicações foram dadas para isso: eles são tão poderosos que não precisam falar e, se tivessem boca, a chuva nunca cessaria. Ao redor das cabeças de Wandjina, há linhas ou blocos de cor, representando raios saindo de capacetes transparentes..
Hoje, acredita-se que as pinturas ainda possuem estes poderes e, por isso, devem ser abordadas e tratadas com respeito. Cada sítio e pintura tem um nome. Os povos indígenas da comunidade de Mowanjum repintam as imagens para garantir a continuidade da presença dos Wandjina..
As repinturas ocorreram com tanta frequência que, num local, a tinta já atingiu mais de 40 camadas de tinta. O estilo da pintura evoluiu durante este processo: as figuras mais recentes são mais robustas e algumas têm agora pestanas.
.

## Representações em casca de árvore
No final da década de 1960 e início da década de 1970, vários artistas Mowanjum retrataram a tradicional Wandjina em pedaços de casca de árvore. Estas pinturas de casca de árvore foram vendidas principalmente pela missão em Kalumburu, Austrália Ocidental. Alguns dos artistas importantes desta região incluem Alec Mingelmanganu, Charlie Numbelmoore e Jack Karedada. Estas obras de arte fazem hoje parte de importantes coleções de museus de todo o mundo.

## Outras representações
Wandjina foi a inspiração para uma série de televisão infantil de fantasia de 1966, Wandjina!, produzida pela ABC Television em 1966. Em 2007, surgiram representações de Wandjina em Perth, na Austrália Ocidental. Os estilos variavam de stencils a uma Wandjina pintada com spray a conduzir um carro cor-de-rosa. Recorrendo ao Flickr e aos blogues, várias pessoas envolveram-se em "observações de Wandjina", documentando as pichagens de Wandjina que encontraram.. Estes "Wandjina errantes" irritaram e perturbaram alguns indígenas que disseram que apenas certos artistas do seu povo têm permissão para retratar os Wandjina, sem dizer quem são essas pessoas.. Uma curta-metragem, Who Paintin' Dis Wandjina, discutiu a reação dos aborígenes.
Imagens de Wandjina estão expostas nas paredes do Tribunal de Magistrados de Ringwood, em Victoria; estas são referenciadas como produzidas pela Galeria Nacional de Victoria. Em 2016, durante o festival Vivid Sydney, a obra de arte de Wandjina, do artista Donny Woolagoodja, foi projetada na Ópera de Sydney como parte da celebração do Acendimento das Velas..
Em 2023, Wandjina foi adicionado ao popular jogo para telemóvel Fate/Grand Order, inicialmente como um antagonista e depois como um personagem jogável.